# FC Litija
Futsal Club Litija – słoweński klub futsalowy z siedzibą w Litiji, obecnie występuje w I lidze słoweńskiej.

## Sukcesy
Źródło:
- Mistrzostwo Słowenii (10): 1996/97, 1998/99, 2000/01, 2001/02, 2002/03, 2003/04, 2004/05, 2010/11, 2011/12, 2012/13
- Puchar Słowenii (9): 1995/96, 1998/99, 1999/2000, 2001/02, 2002/03, 2009/10, 2010/11, 2011/12, 2013/14
- Superpuchar Słowenii (7): 2000, 2004, 2005, 2010, 2012, 2013, 2016